# Ação entre Amigos
Ação entre Amigos é um filme brasileiro de 1998 dirigido por Beto Brant. Nele, 25 anos após o fim do regime militar no Brasil, quatro ex-guerrilheiros se reúnem para justiçar o homem que os torturou na década de 1970.

## Sinopse
Lutando contra o regime militar brasileiro, os amigos Miguel, Paulo, Elói e Osvaldo são presos pelas forças de repressão da ditadura em 1971 e torturados durante meses por Correia, responsável pela morte de Lúcia, namorada de Miguel. Vinte e cinco anos depois, os quatro amigos se reúnem ao tomar conhecimento de que o torturador, ao contrário da versão oficial, está vivo. Decidem então seqüestrá-lo e matá-lo. Todavia, ao ser capturado, Correia faz uma revelação surpreendente que muda toda a história.[carece de fontes?]

## Elenco
- Leonardo Villar .... Correia
- Zecarlos Machado .... Miguel
- Cacá Amaral .... Elói
- Carlos Meceni .... Paulo
- Genésio de Barros .... Osvaldo
- Melina Anthís .... Lúcia
- Rodrigo Brassaloto .... Miguel jovem
- Sérgio Cavalcante .... Elói jovem
- Heberson Hoerbe .... Paulo jovem
- Douglas Simon .... Osvaldo jovem
- José Mayer